# ジョージ・ボイド
ジョージ・ボイド（英語: George Boyd、1985年10月2日 - ）はイングランド出身の元サッカー選手。MF、FW。元スコットランド代表。

## 経歴
チャールトンのユース出身で、やがてスティヴネイジFCのユースに所属し、トップチーム入りを果たす。110試合に出場し、23得点を記録し、活躍が認められると、2013年にプレミアリーグのハル・シティFCからオファーを受ける。
2014年、バーンリーに移籍。2014-15シーズンは2部に降格するが残留。フットボール・チャンピオンシップの優勝、およびプレミア復帰に貢献した。2016-17シーズンは退団したジョーイ・バートンの代役としても活躍し、フリーキックからのゴールも決めている。

## 代表歴
イングランド代表のCチームから招集を受け、6試合に出場。2009年にはスコットランド代表のBチームに所属する。それ以来しばらくは、代表と縁がなかったが、2013年にスコットランドA代表の招集を受け、2試合に出場した。